# DKNY
DKNY je oděvní společnost založená v roce 1988 módní návrhářkou Donnou Karan. Stejný název nese i butik v New Yorku, prodávající oblečení příslušné značky.

## Historie
Firma byla založena roku 1988 v New Yorku Donnou Karan, jejím pozdějším manželem Stephanem Weissem a společností Takihyo Inc. Byla inspirována svou dcerou Gabby. Pokouší se zapůsobit na cílovou skupinu zákazníků, ve svých kolekcích kombinovat pohodlí a luxus. Tvrdí, že ať už vytvoří jakýkoliv design, celé to začíná a končí na zákazníkovi. Společnost v roce 1996 vstoupila na burzu a roku 2001 jej zakoupil francouzský módní dům LVMH – Moët Hennessy Louis Vuitton.

## Butiky
Jako první byl v roce 1997 otevřen vlajkový butik v Londýně, následoval butik v New Yorku v roce 1999. Sídlo společnosti se nachází na Manhattanu, 550, Seventh Avenue. V současnosti je na světě asi sedmdesát butiků, mezi něž patří dvacet obchodů v Číně, Hongkongu i Šanghaji, dva butiky v Kanadě a čtyři v Dubaji. Otevřeny byly i obchody ve Walesu. Od roku 2005 nabídla společnost možnost nákupu on-line na oficiálních webových stránkách. Produkty se různí od džínů, přes doplňky, dámské i pánské prádlo, obuv, dětské oblečení. Od roku 2007 jsou nadále on-line pro muže dostupné pouze brýle, hodinky a prádlo.

## Nynější značky
Mnohé podznačky se od původní značky odchýlily, jsou to například DKNY Jeans, pure, DKNY Active, DKNY Underwear, DKNY Juniors, DKNY Kids, a DKNY Baby. Po osmi letech, kdy se zakladatelka zabývala pouze tvorbou dámského oblečení, se rozhodla vzít v potaz náměty mnoha mužů ve svém okolí, včetně manžela a v roce 1992 přichází s kolekcí DKNY Men. Tato nová značka sestávala ze zakázkových obleků, společenských obleků, oblečení pro volný čas i sport a obuvi. V roce 1992 byla rovněž představena vlastní kosmetická řada, která se stala úspěšnou a parfémy se také těší oblibě zákazníků. V roce 2001 byla představena řada DKNY Home nabízející klasické ložní prádlo a bytové doplňky a řada DKNY LIFE, která je zaměřena na moderní ložní prádlo.